# Двухшёрстов, Григорий Иванович
Григорий Иванович Двухшёрстов (1907 — 3 октября 1966, Москва) — советский учёный в области механики, организатор науки, педагог высшей школы.

## Биография
Родился в крестьянской семье.
Член ВКП(б) с 1929 года.
В 1930 году окончил МГУ. Выпускник аспирантуры Института механики Московского государственного университета (первый выпуск, 1933). Среди выпускников этого года известные учёные-механики — Л. А. Бойко, А. А. Космодемьянский, И. Ф. Ливурдов, П. В. Мясников, Н. А. Слёзкин, С. М. Тарг.
В 1931—1935 годах работал на инженерных должностях в ЦАГИ.
С 1931 года преподавал на механико-математическом факультете МГУ. Доцент кафедры теоретической механики, старший лаборант гидродинамической лаборатории. В 1935—1937 году заместитель директора НИИ механики МГУ, в 1937 году заместитель директора МГУ. С сентября 1937 года по август 1938 года — начальник Управления высшей школой Народного комиссариата просвещения РСФСР. И. о. декана механико-математического факультета (1939—1940). 
Участник Великой Отечественной войны, вольнонаёмный. Служил научным сотрудником РУ главного мор. штаба ВМФ. С 1942 года — старший научный сотрудник Народного комиссариата ВМФ. Вёл исследования по аэродинамике парашютов и проницаемых тел, по динамике крылатых ракет. 
Кандидат физико-математических наук (1945), тема диссертации «Гидравлический удар в трубах некругового сечения и потоке жидкости между упругими стенками».
Похоронен на Хованском кладбище.

## Научная деятельность
В годы Великой Отечественной войны вёл важную научную работу по оборонной тематике.

## Педагогическая деятельность
Легендарный преподаватель механико-математического факультета МГУ. Сыграл большую роль в судьбе многих выдающихся отечественных учёных-математиков (Н. Н. Моисеева, И. И. Воровича, А. Б. Шидловского и др.).